# Поместье сурикатов: Начало истории
«Поместье сурикатов: Начало истории» (англ. Meerkat Manor: The Story Begins) — телевизионный фильм 2008 года, созданный компаниями Discovery Films и Oxford Scientific Films как приквел к сериалу телеканала Animal Planet «Поместье сурикатов».

## Описание
Документальный фильм, сценарий которого озвучила Вупи Голдберг, рассказывает о жизни суриката по имени Флауэр с момента её рождения до того, как она стала лидером группы сурикатов под названием «Усы». Фильм основан на исследовательских записях проекта «Сурикаты Калахари» и в основном использует диких «актёров»-сурикатов для представления персонажей в истории. Фильм снимался в течение двух лет в заповеднике реки Куруман в Северо-Капской провинции, ЮАР, и в съёмках фильма участвовало гораздо больше людей, чем в сериале. Некоторые сцены были сняты в парке дикой природы в Великобритании, а другие были созданы с использованием операторских трюков и дрессированных животных.
Премьера 75-минутного фильма состоялась на кинофестивале Трайбека в 2008 году, а затем состоялась его телевизионная премьера на канале Animal Planet 25 мая 2008 года. Хотя фильм хвалили за кинематографию, за сохранение глубины освещения телесериала и за доступность для новичков, его критиковали за то, что он не предложил ничего нового фанатам. Проект «Сурикаты Калахари» отметил, что фильм не совсем точен, но в целом похвалил его и рекомендовал не анализировать. Несколько рецензентов похвалили повествование Голдберг, но сценарий подвергся критике как слишком упрощённый для взрослых зрителей.

## Сюжет
Сурикат Флауэр родилась в пустыне Калахари 15 марта 2000 года у Холли, лидера группы сурикатов под названием «Усы». После нападения конкурирующей группировки «Лазуриты» «Усатые» вынуждены сдать свою территорию и переместиться на новое место.
Когда Флауэр исполнился год, Холли была убита ястребом, а её отец покинул группу, чтобы найти новую пару. Сестра Флауэр Виале становится матриархом группы и выбирает себе в партнёры Юссариана, бродячего самца из Лазуритовых. Партнёром Флауэр становится брат Юссариана, Зафод, но Виале убивает детёнышей и изгоняет Флауэр из группы, позволяя ей вернуться позже.
Во время голода и засухи Виале пытается провести группу через дорогу, чтобы добыть пропитание. Когда она переходила дорогу, её насмерть сбивает проезжающий грузовик. Пока Усатые пытаются смириться с потерей лидера, к группе приближается змея. Флауэр выступает вперёд, чтобы отразить атаку змеи. При этом она становится новым лидером группы. Зафод возвращается в группу, чтобы стать ей парой, в то время как Юссариан отходит в сторону и покидает группу. Флауэр возвращает Усатых на их родину, и после короткой битвы Усатые отвоевывают её у Лазурных. В конце фильма на экране появляется заставка, в которой описываются смерть Флауэр во время третьего сезона сериала «Поместье сурикатов» и дети, которые остались после неё.